# Sebastiano Garlisi
Sebastiano Garlisi (Genk, 4 april 1988) is een Belgisch voetballer. De aanvaller staat op dit moment onder contract bij de Belgische 5e klasser  Eendracht Termien.

## Carrière
Hij speelde eerder in de jeugdopleidingen van KRC Genk en Fortuna Sittard. Hij maakte zijn debuut in het betaalde voetbal op 21 maart 2008 tegen BV Veendam en speelde in totaal 4 seizoenen voor de Nederlandse Eerste Divisionist  Fortuna Sittard.
Zijn eerste doelpunt in het betaalde voetbal scoorde hij tegen FC Emmen.

## Statistieken
| Seizoen        | Club              | Land      | Competitie     | Wedstrijden | Doelpunten |
| -------------- | ----------------- | --------- | -------------- | ----------- | ---------- |
| 2007/08        | Fortuna Sittard   | Nederland | Eerste divisie | 0           | 0          |
| 2008/09        | Fortuna Sittard   | Nederland | Eerste divisie | 23          | 2          |
| 2009/10        | Fortuna Sittard   | Nederland | Eerste divisie | 14          | 2          |
| 2010/11        | Fortuna Sittard   | Nederland | Eerste divisie | 19          | 2          |
| 2011/12        | Witgoor Dessel    | België    | Vierde klasse  | 19          | 2          |
| 2012/13        | Eendracht Termien | België    | Vijfde klasse  | 22          | 6          |
| 2013/14        | Eendracht Termien | België    | Vijfde klasse  | 20          | 8          |
| 2014/15        | Eendracht Termien | België    | Vijfde klasse  | 24          | 8          |
| Bijgewerkt tot | 04 april 2015     |           |                | 141         | 30         |